# 松本明重
松本 明重（まつもと あきしげ、1914年6月25日 - 1990年2月22日）は、日本の右翼活動家、宗教家。右翼団体・日本民主同志会中央執行委員長、日本郷友連盟本部理事、世界救世教外事対策委員長、平安教団初代教主を務めた。

## 経歴
愛媛県上浮穴郡面河村（現・久万高原町）生まれ。ロッキード事件での国会質疑で明らかになった内容としては「広島の鉄道学校の高等科を卒業した後、旧南満州鉄道に勤務し、その後現在の中国、かつての支那といわれていた、そこに所在をした興亜院の、この総裁官房、ここに勤務し、引き続いて戦争中、中支派遣軍の特務機関要員となって上海、中支方面で特務機関の業務に従事」していたと言う。1955年紺綬褒章を受章。
1971年1月15日、京都市で右翼団体・日本民主同志会を結成、主宰し、雑誌『志道』の発行や戦没者慰霊碑の建立などに携わった。反共主義の立場で著作や事業をおこない、多くの政治家や警察との人脈・交際が指摘されている。
1970年代、世界救世教外事対策委員長として教団運営の中央集権化を主導。墓地開発で救世教と別に宗教法人（平安教団）を創設したことから分派活動との指弾を受け、1980年、救世教内の全役職から辞任（平安教団事件）。
小説家・脚本家の池宮彰一郎は、1979年、本名池上金男の名義で、松本の伝記小説『限りなき一つの道』（祥伝社）を著した。岩川隆『日本の地下人脈―戦後をつくった陰の男たち』(祥伝社、2007年）の「第三章 満州人脈と岸信介」で、松本について言及されている。

## 著書
- 『支那の林業及林産資源』1941年
- 『聖らかな囚像 獄窓二年半』日本情報社、1949年
- 『台湾経済の成長と課題 』日本民主同志会本部、1971年
- 『志道花心録』全4巻、恒友出版、1974-1975年
- 『赤い故郷を捨てた人びと 証言記録・共産主義は虐殺の体制』恒友出版、1975年
- 『日共リンチ殺人事件』恒友出版、1976年
- 『志道一貫 日民同東亜特別慰霊研修派遣団記録』恒友出版、1976年
- 『狙われた日本 ソ連・アジア戦略の解剖』恒友出版、1977年
- 『宗教法人法概要』日本民主同志会本部、1979年
- 『北の赤い牙 証言・大虐殺・南侵トンネル』日本民主同志会本部、1980年
- 『何をしている世界救世教 教祖の御教えの原点に還れ!』恒友出版、1987年
- 『平安真経』平安教団出版部、1987年
- 『花心 歌集』日本民主同志会出版局、1988年